# Sérvio Asínio Céler
Sérvio Asínio Céler (em latim: Servius Asinius Celer; m. 46) foi um senador romano nomeado cônsul sufecto em 38 com Sexto Nônio Quintiliano.

## Família
Sérvio era neto do historiador Caio Asínio Polião e sua esposa Quíncia e filho de Caio Asínio Galo, cônsul em 8 a.C., e Vipsânia Agripina, uma ex-esposa de Tibério e filha de Marco Vipsânio Agripa com sua primeira esposa Pompônia Cecília Ática. Ele teve vários irmãos, entre eles Caio Asínio Polião, cônsul em 23, acusado de conspiração por Valéria Messalina e assassinado em 45, Marco Asínio Agripa, cônsul em 25 e morto em 26, Asínio Salonino, morto em 22, Asínio Galo, exilado por ter participado da mesma conspiração contra Cláudio em 46 que lhe custou a vida. Além disso, era meio irmão de Druso Júlio César, filho de sua mãe com Tibério e herdeiro do imperador por um tempo.

## Carreira
Segundo Plínio, Céler, que era um conhecido gourmand, chegou a pagar 8 000 sestércios num peixe. Em 46, apesar de sua amizade com o imperador Cláudio, foi acusado de participar de uma conspiração para matar o imperador. Sêneca, o Jovem, o menciona em Apocolocyntosis divi Claudii quando Cláudio, no céu, contempla todos os que ele condenou à morte. 